# مين فينا الحرامي (فلم)
مين فينا الحرامي (بالعربية: من منا هو اللص) هو فيلم مصري إنتاج 1984.

## قصة الفيلم
تدور قصته حول شقيقان توأم دخل أحدهما السجن في سرقة إثر تورطه مع عصابة وهرب من السجن في محاولة لأخذ النقود يذهب إلى بيته ليجد توأمه الذي يسأله عن السرير الذي خبأ فيه النقود فيخبره أنه باعه، ويدور الفيلم حول رحلة بحث التؤام عن السرير المخبأ فيه النقود ليجد النقود وتجده العصابة وتحاول أخذ النقود لولا وصول البوليس وسجن العصابة وإعادة الهارب للسجن.